# Jean Terrell
Velma Jean Terrell (Belzoni, Mississippi, 26 november 1944) is een Amerikaanse R&B-, soul- en jazz-zangeres die in 1970 Diana Ross opvolgde bij The Supremes.

## Carrière

### Vroege jaren
Ze is de zus van Ernie Terrell, voormalig kampioen zwaargewicht boksen bij de World Boxing Association, die vermaard werd toen hij in een gewelddadig gevecht met Muhammad Ali deze bij zijn echte naam "Cassius Clay" noemde. Ze is geen familie van Tammi Terrell, ook een Motown-zangeres, die eigenlijk Tammy Montgomery heette.
Al op jonge leeftijd verhuisde Jean met haar ouders en broer naar Chicago voor een beter leven. Daar werd ze door haar ouders begeleid om te gaan zingen. In de late jaren zestig vormden zij en haar broer de groep Ernie Terrell & The Heavyweights.

### The Supremes
Toen ze in 1968 met haar broer optrad in een club in Miami, werd de toen 24-jarige ontdekt door Berry Gordy, de eigenaar van het platenlabel Motown Records in Detroit (Michigan). Hij was op zoek naar een vervangster voor Diana Ross die in 1967 aankondigde dat ze, na vier jaar lang de leadzangeres van The Supremes te zijn geweest, solo wilde gaan. Eerst bood Gordy haar een contract aan als soliste, maar hij besloot toen om haar Diana Ross te laten vervangen. Later kreeg hij daar spijt van en probeerde Syreeta Wright naar voren te schuiven, maar de andere Supremes, Mary Wilson en Cindy Birdsong, verhinderden dat. Terrell nam in de studio veel materiaal op dat feitelijk voor Ross geschreven was en overdag studeerde ze de nieuwe act in, samen met Wilson en Birdsong. Deze traden 's avonds op als Diana Ross & The Supremes.
Toen Ross op 14 januari 1970 haar officiële afscheidstournee in Las Vegas afsloot als Supreme, nam Terrell het stokje van haar over. Terrell was de leadzangeres van de nummers Up The Ladder To The Roof (1970), Stoned Love (1970), River Deep Mountain High (met The Four Tops - 1970), Nathan Jones (1971) en Floy Joy (1972).
Tussen 1970 en 1973 was Terrell officieel de leadzangeres van The Supremes, totdat een heftige discussie met Gordy over haar contract haar deed besluiten de groep in 1973 te verlaten. Een van haar ergernissen betrof het feit dat Motown meer deed aan promotie voor Diana Ross dan voor The Supremes. Scherrie Payne, afkomstig van de groep The Glass House, nam haar plaats in.

### Latere carrière
Ze tekende een contract bij A&M Records en nam ze in 1978 het album I Had To Fall in Love op, maar als strenge Jehova's getuige was ze het oneens met de specifieke wijze waarop A&M Records wilde dat ze het album zou promoten en trok zich terug. Terrell sloot zich in 1986 aan bij de Former Ladies of the Supremes (FLOS), samen met Scherrie Payne en Lynda Laurence. Begin 1993 verliet Terrell FLOS omdat ze andere zakelijke interesses had. Sundray Tucker, de zus van Lynda, kwam in haar plaats.
Jean Terrell maakte een biografische dvd over haar leven en treedt nu op als jazz-zangeres.
- Bibsys: 3070885
- Gemeinsame Normdatei: 1328235513
- International Standard Name Identifier: 0000 0000 2991 7470
- Library of Congress Control Number: n91078264
- MusicBrainz: 3b46aa0e-3b25-4b47-96c4-4b0cf3f99392
- SNAC: w6m07xdm
- Virtual International Authority File: 75494485
- WorldCat: E39PBJB4gRDkdkB9C6Dc4Xd4v3